# Americana Group
Americana Group, arabiska: امريكانا, är ett emiratiskt multinationellt företag som verkar främst inom franchising av amerikanska och brittiska restaurangkedjor. De har dock även egna regionala restaurangkedjor och är också verksamma inom livsmedelsindustrin, där de tillverkar bland annat bakverk, djupfrysta grönsaker, hälsokost, kött, livsmedel på konservburk, olivoljor, pommes frites och snacks.
Företaget grundades 1964 som Kuwait Foods i Kuwait av Nasser al-Kharafi och sex år senare öppnade de sin första franchiserestaurang, vilket var en hamburgerrestaurang tillhörande Wimpy. 2016 köpte konsortiet Adeptio, ledd av den emiratiska affärsmannen och nuvarande styrelseordförande Mohamed Alabbar, en majoritetsaktiepost i Americana för $2,4 miljarder. I april 2019 ägde Adeptio 93,4% av företaget.
Huvudkontoret ligger i Sharja.

## Restaurangkedjor
De restaurangkedjor som de är franchisetagare till i Mellanöstern och Asien.
|                | Restaurang                   | Typ av huvudrätt(er)         |
| -------------- | ---------------------------- | ---------------------------- |
| USA            | Baskin-Robbins               | Glass                        |
| Storbritannien | Costa Coffee                 | Kaffe och kaffebröd          |
| USA            | Hardee's                     | Hamburgare                   |
| USA            | Kentucky Fried Chicken (KFC) | Friterade kycklingbitar      |
| USA            | Krispy Kreme                 | Munkar                       |
| USA            | Longhorn Steakhouse          | Stekhus                      |
| USA            | Olive Garden                 | Italienska-amerikanska köket |
| USA            | Pizza Hut                    | Pizza                        |
| USA            | Red Lobster                  | Skaldjur                     |
| USA            | TGI Fridays                  | Amerikanska köket            |

## Närvaro
De har restauranger i följande länder:
|                       | Land                  | Introducerad | Antal restauranger | Antal anställda |
| --------------------- | --------------------- | ------------ | ------------------ | --------------- |
| Bahrain               | Bahrain               | 1974         | 65                 | 1 007           |
| Egypten               | Egypten               | 1975         | 413                | 12 063          |
| Förenade arabemiraten | Förenade Arabemiraten | 1979         | 369                | 8 608           |
| Irak                  | Irak                  |              | 14                 | 261             |
| Jordanien             | Jordanien             | 1983         | 59                 | 1 272           |
| Kazakstan             | Kazakstan             | 2007         | 69                 | 2 097           |
| Kuwait                | Kuwait                | 1970         | 209                | 4 815           |
| Libanon               | Libanon               | 1993         | 32                 | 857             |
| Marocko               | Marocko               | 2001         | 17                 | 348             |
| Oman                  | Oman                  | 1986         | 44                 | 610             |
| Qatar                 | Qatar                 | 1976         | 369                | 1 589           |
| Saudiarabien          | Saudiarabien          | 1976         | 498                | 8 638           |
| Totalt:               | Totalt:               | Totalt:      | 2 158              | 42 165          |

De hade också närvaro i Syrien, där de var franchisetagare för KFC men verksamheten upphörde 2013 på grund av det syriska inbördeskriget. Det gick inte att säkerställa distributionskedjan mellan leverantörer och restauranger samt att den nationella produktionen av fjäderfä hade också halverats.